# Brug 1727
Brug 1727 is een bouwkundig kunstwerk in Amsterdam-Noord.
De brug werd in de periode 1985 tot 1991 gebouwd ten behoeve van de aansluiting van de IJdoornlaan op Rijksweg 10, de Ringweg-Noord. Tot de aanleg van de Ringweg was hier sprake van agrarisch gebied met hier en daar bebouwing. Tot nu toe (augustus 2021) heeft de nog bijna geheel vrij zijnde polder Wilmkebreek deze sfeer behouden. De aansluiting maakte een verlenging van de IJdoornlaan noodzakelijk, waarbij die laan bij de Kadoelerbreek een scherpe bocht naar het noorden moest maken. Bij de bebouwing van het gebied zag Amsterdam een uitgelezen mogelijk die gebieden opnieuw in te richten tot Sportpark Kadoelen. De IJdoornlaan kwam te liggen op een al ouder traject van een weg langs de sloot Nieuwe Gouw.
Er werd ook een dwarsverbinding aangelegd: het Kadoelenpad. De gemeente Amsterdam koos voor een ongelijkvloerse kruising tussen pad en laan. Daarbij werd wel op maaiveldniveau een kruising aangelegd voor voetgangers en fietsers, snel verkeer rijdt over die kruising heen. Bij voorbereidende werkzaamheden werd in 1984 brug 483 over Nieuwe Gouw heen gelegd. De kruising met de rijksweg 10 ligt 500 meter noordelijk van de brug. De brug is ontworpen door Dirk Sterenberg, die in die jaren veelvuldig werkte voor Stadsdeel Amsterdam-Noord en ook meerdere bruggen ontwierp voor die IJdoornlaan.
<<< · 1701 · 1702 · 1703 · 1704 · 1705 · 1706 · 1707 · 1708 · 1709 ·  1710 · 1711 · 1714 · 1715 · 1716 · 1717 · 1718 · 1719 · 1720 · 1721 · 1722 · 1723 · 1725 · 1726 · 1727 · 1728 · 1729 · 1730 · 1731 · 1732 · 1733 · 1734 · 1735 · 1736 · 1737 · 1738 · 1739 · 1741 · 1742 · 1743 · 1745 · 1746 · 1747 · 1748 · 1749 · 1750 · 1751 · 1752 · 1753 · 1754 · 1755 · 1756 · 1757 · 1764 · 1765 · 1766 · 1767 · 1768 · 1769 · 1770 · 1771 · 1772 · 1773 · 1774 · 1775 · 1776 · 1777 · 1778 · 1779 ·  1780 · 1781 · 1782 · 1783 · 1784 · 1785 · 1786 · 1787 · 1788 · 1791 · 1792 · 1793 · 1794 · 1795 · 1796 · 1797 · 1798 · 1799 · >>>
Brugnummers brug 1712, 1713, 1724, 1740, 1744, 1758, 1759, 1760, 1761, 1762, 1763, 1789, 1790 zijn niet (meer) vergeven.